# أنابيلا أزين
أنابيلا إيما أزين أرسه (Annabella Emma Azín Arce) (من مواليد 30 مايو 1961) هي سياسية وناشطة وطبيبة إكوادورية، أصبحت عضوًا منتخبًا في الجمعية الوطنية للإكوادور بعد فوزها في انتخابات عام 2025. وهي زوجة رجل الأعمال ألفارو نوبوا، ووالدة الرئيس دانيال نوبوا.
شغلت أنابيلا منصب رئيسة مؤسسة "حملة من أجل إنسانية جديدة"، التي تُعنى برعاية المصابين بالأمراض منذ أكثر من عشرين عامًا. وكانت شريكة زوجها في حملته الانتخابية مرتين خلال محاولتيه غير الناجحتين للوصول إلى رئاسة الجمهورية في عامي 2009 و2013.